# DEAG Deutsche Entertainment
Die DEAG Deutsche Entertainment Aktiengesellschaft mit Sitz in Berlin ist ein europäischer Konzertveranstalter mit mehreren Tochtergesellschaften in Deutschland, England und der Schweiz. Sie veranstaltet Konzerte mit deutschsprachiger und internationaler Rock- und Popmusik, Schlager, Volksmusik und Klassischer Musik. Unter dem Independent-Label DEAG Music veröffentlicht die Unternehmensgruppe auch Tonträger.

## Geschichte
Das Unternehmen wurde 1978 unter dem Namen Concert Concept von Jochen Zanke (1947–2013) und dem heutigen Vorstandsvorsitzenden Peter Schwenkow gegründet. Seit dem 14. September 1998 wird es als Deutsche Entertainment AG an der Frankfurter Börse notiert.
2002 hatte man sich vom Musical-Geschäft, in der Tochter Stella Entertainment AG gebündelt, getrennt, so dass der Umsatzanteil des Geschäftsbereichs Theater von 37 % auf 6 % sank. Dies führte in den Jahren 2002 und 2003 zu einem erheblichen Restrukturierungsaufwand und zu außerplanmäßigen Abschreibungen. Dazu trug 2002 auch die Insolvenz der Ende 1999 vom Axel Springer Verlag, dem Konzertveranstalter Deutsche Entertainment AG (Deag) und der Lufthansa-Tochter gegründeten Online-Plattform Qivive GmbH, hervorgegangen aus der START Ticket GmbH, bei.
Im Juli 2009 beteiligte sich die Sony Music Entertainment mit 49 % am europäischen Klassikgeschäft der Deutschen Entertainment AG. Durch dieses Joint Venture wurde das Geschäftsfeld Klassische Musik in Europa ausgebaut und die weltweite Ausweitung mit der Unterstützung eines großen Entertainmentkonzerns angestrebt. Im August 2010 erwarb der Geiger und langjährige DEAG-Partner David Garrett 3 % der DEAG-Aktien. Seit Dezember 2010 ist die DEAG an der Seefestspiele Berlin GmbH beteiligt.
Im April 2012 gab das Unternehmen die Gründung der Verescon AG (der Name steht für Venue Research Consulting) zusammen mit der Anschutz Entertainment Group bekannt. Die Tätigkeit von Verescon konzentriert sich auf Spielstätten, deren Eigentümer und Betreiber. Dabei stehen die Beratung und Unterstützung beim Betrieb in den Bereichen Content, Neupositionierung, Kostenoptimierung und Vermarktung im Vordergrund.
Ab November 2014 begann das Unternehmen mit dem Online-Ticketportal myticket.de ein eigenes Vertriebssystem für Eintrittskarten im deutschsprachigen Raum. Seit 2015 wird mit Rockavaria, Rock in Vienna und Rock im Revier der Versuch unternommen, auf dem Festivalmarkt Fuß zu fassen, was zunächst zu herben Verlusten führte (2015: −1,31 Euro je Aktie). Im November 2018 gab das Unternehmen die Erhöhung des DEAG-Aktienanteils auf 15,65 % durch die Apeiron Investment Group Ltd von Christian Angermayer bekannt.

## Struktur
Das Unternehmen ist in verschiedene Gesellschaften und Teilbereiche unterteilt:
- Segment Live Touring: Tourneegeschäft mit DEAG Classics (Berlin), DEAG Concerts (Berlin), KBK Konzert- u. Künstleragentur (München), A.C.T. Artist Agency (Berlin), Raymond Gubbay Ltd. (London, UK) und The Classical Company (Zürich, CH)
- Segment Entertainment Services: Konzertveranstaltung und Dienstleistungsgeschäft mit Good News (Glattpark, CH), Global Concerts (München), Jahrhunderthalle (Frankfurt), Concert Concept (Berlin), River Concerts und Elbklassik (Hamburg), Friedrichsbau Varieté (Stuttgart) und der DEAG Music (Berlin) als Musikverlag/Label.[8]
- Online-Ticketportal: www.myticket.de (mytic myticket AG).[9]